# 전(傳) 황후 황원삼
전황후 황원삼(傳皇后 黃圓衫)은 궁중에서 큰 예식이나 혼례식 때 입었던 왕비의 원삼이다. 1897년 대한제국이 되면서 소례복으로 황원삼을, 대례복으로 심청적의로 정하였다. 조선 초기에 명에서 왕비의 단삼을 사여받아 예복으로 착용하였는데, 관리의 단령과 형태가 같은 것이었다. 조선 후기 형태가 원삼으로 변하여 현재도 혼례복으로 착용되고 있다. 조선 영조 25년 국혼정례에는 빈궁 의대 안에 노의와 함께 장삼과 원삼이 따로 있었는데, 조선 말기에 원삼 한 가지로 통일되었다. 
조선말 대한제국으로 국호를 바꾸면서 왕비를 황후라 하고, 홍색 원삼도 황후 복색을 쫓아 황색 원삼으로 바뀌었다. 이 황원삼에 '긔미 신조'라고 기록되어 있는 것으로 보아 영왕 가례를 위해 만든 것으로 보인다. 영왕의 가례일은 1919년 1월 25일이었으나 고종이 가례 3일 전에 승하하신 관계로 1922년에 가례를 치르게 되었다. 
 본 문서에는 서울특별시에서 지식공유 프로젝트를 통해 퍼블릭 도메인으로 공개한 저작물을 기초로 작성된 내용이 포함되어 있습니다.